# Tati Gabrielle
Pour les articles homonymes, voir Gabrielle.
Tatiana Gabrielle, dite simplement Tati Gabrielle, née le 25 janvier 1996 à San Francisco, en Californie, est une actrice américaine.
Elle est principalement connue pour avoir joué dans les séries télévisées Netflix Les 100, Les Nouvelles Aventures de Sabrina et You.

## Biographie

### Enfance et formation
Élevée par une mère métisse coréenne et afro-américaine, Traci Hobson née Hewitt et un père afro-américain, Terry Hobson, Tati a vécu dans une banlieue confortable. Son père est un ancien joueur de Basketball de l'Ohio et a travaillé dans l'industrie du divertissement. Elle montre, dès son plus jeune âge, un intérêt pour la comédie. À 5 ans, elle fait du mannequinat pour Macy's et Nordstrom. À l'adolescence, elle joue dans des pièces de théâtre comme Les Désastreuses Aventures des orphelins Baudelaire de Lemony Snicket.
Au lycée, elle auditionne pour une grande école des arts de la scène appelée Oakland School for the Arts et a été acceptée dans leur programme de théâtre. Au cours de son séjour, elle joue et dirige plusieurs productions et reçoit des prix lors de divers festivals de théâtre, notamment le Edinburgh Festival Fringe.
Elle déménage ensuite à Atlanta, en Géorgie, où elle fréquente le Spelman College et se spécialise en théâtre et en français. En 2015, elle s'installe à Los Angeles afin de se consacrer à sa carrière d'actrice.

### Carrière
Elle débute en jouant dans des courts métrages et à la télévision, par des petits rôles, le temps d'un épisode, dans des séries comme Agent K.C. avec Zendaya et la sitcom pour adolescents Les Thunderman.
En 2017, elle prête à sa voix à l'un des personnages du film d'animation de Tony Leondis, Le Monde secret des Emojis. La même année, elle est choisie pour jouer un personnage récurrent dans la série télévisée post-apocalyptique, Les 100. La série est inspirée des romans éponymes de Kass Morgan et suit les survivants d'un holocauste nucléaire.
À partir de 2018, elle joue dans l'adaptation de la série de comics Sabrina, l'apprentie sorcière de l'éditeur Archie Comics et plus précisément de son spin-off horrifique intitulé Chilling Adventures of Sabrina, Les Nouvelles Aventures de Sabrina, diffusée par la plateforme Netflix,. La série rencontre son public et convainc la critique,. Tati Gabrielle est alors considérée comme l'une des révélations du show aux côtés de Kiernan Shipka et se fait connaître d’un plus grand public,,,,.

## Filmographie

### Cinéma

#### Courts métrages
- 2014 : To Stay the Sword de Torrance Lewis Jr. : Keating (créditée en tant que Tatiana Hobson)
- 2015 : Tatterdemalion de Sean Albert : rôle non communiqué (créditée en tant que Tatiana Hobson)

#### Longs métrages
- 2017 : Le Monde secret des Emojis (The Emoji Movie) de Tony Leondis : Addie (voix)
- 2022 : Uncharted de Ruben Fleischer : Jo Braddock
- 2025 : Mortal Kombat 2 de Simon McQuoid : Jade

### Télévision

#### Téléfilms
- 2016 : Just Jenna d'Evan Romoff : Monique (créditée en tant que Tatiana Hobson)

#### Séries télévisées
- 2016 : Agent K.C. : Wackie Jackie (saison 2, épisode 14)
- 2016 : Les Thunderman : Hacksaw (saison 3, épisode 23)
- 2017 : Dimension 404 (en) : la sœur d'Amanda (saison 1, épisode 5)
- 2017 : Freakish : Birdie (saison 2, 4 épisodes)
- 2017 : Tarantula : personnage non communiqué (voix - saison 1, 4 épisodes)
- 2017-2020 : Les 100 : Gaia (rôle récurrent - 23 épisodes)
- 2018-2020 : Les Nouvelles Aventures de Sabrina : Prudence Night (rôle principal - 36 épisodes)
- 2020 : Luz à Osville (The Owl House) : Willow (voix originale - 6 épisodes)
- 2021-2023 : You : Marienne (saisons 3, 4 et 5)
- 2023 : Kaleidoscope : Hannah Kim (mini-série)
- 2025 : The Last of Us : Nora (saison 2)

### Jeux vidéo
- En développement : Intergalactic: The Heretic Prophet : Jordan Mun[12]